# خومیتسکو
خومیتسکو (به لهستانی:  Chełmicko) یک روستا در لهستان است که در گمینا پژتوچنا واقع شده‌است. خومیتسکو ۲۰ نفر جمعیت دارد.